# HD 16824
HD 16824，又名BD-03 421，SAO 130061、HR 795，是一颗恒星，视星等为6.05，位于銀經175.53，銀緯-54.4，其B1900.0坐标为赤經2h 36m 46.1s，赤緯-3° -54.4′ 28″。